# Nicola Zaghi
Nicola Zaghi (Sanremo, 19 aprile 1967) è un ex cestista italiano.

## Carriera
Ha disputato la Serie A1 con la Viola Reggio Calabria nella stagione 1985-1986.